# Маранж-Зондранж
Мара́нж-Зондра́нж (фр. Marange-Zondrange) — коммуна во французском департаменте Мозель региона Лотарингия. Относится к кантону Фолькемон.

## География
Маранж-Зондранж расположен в 27 км к востоку от Меца. Соседние коммуны: Нарбефонтен на севере, Аллерен и Зиммен на северо-востоке, Бамбидерстроф на востоке, От-Виньёль на юго-востоке, Фулиньи и Равиль на юго-западе, Бьонвиль-сюр-Нье на западе, Брук на северо-западе.
Коммуна состоит из трёх частей: основное поселение Маранж, небольшая деревня Зондранж и ферма Эннен.	

## История
- Маранж был доменом аббатства Сен-Мартен-де-Гландьер. Вошёл в состав Франции в 1766 году.

## Демография
По переписи 2008 года в коммуне проживало 295 человек.	

## Достопримечательности
- Церковь Сен-Мартен, колокольня в романском стиле XII века, неф 1730 года, расширен в 1851 году, хоры того же 1851 года. Орган сделан Жозефом Жеаном в 1866 году, с 2003 года — памятнник истории.